# Чемпіонат Європи з авіамодельного спорту
Чемпіонат Європи з авіамодельного спорту — змагання з авіа- та ракетомоделювання під егідою Світової федерації авіаспорту (англ. FAI, The World Air Sports Federation).

## 2015
Змагання з ракетомоделювання проводились з 22 по 27 серпня 2015 року в селі Великий Дорошів, Жовківського району Львівської області. В Україні змагання проводились вперше.
В змаганнях узяли участь 111 спортсменів з 12 країн: Білорусі, Болгарії, Італії, Латвії, Литви, Польщі, Румунії, Словаччини, Швейцарії, Естонії, України та США (як спеціального учасника змагань). Українська збірна стала абсолютним чемпіоном у командній першості: збірна юніорів виборола 7 золотих, 3 срібних і 4 бронзових медалі; доросла збірна — 7 золотих, 3 срібних і 3 бронзових медалі.